# Gniazdo światów
Gniazdo światów – powieść fantastyczna Marka S. Huberatha. Opublikowana w 1998 nakładem superNOWej. Przedstawia kilka powiązanych historii w nietypowej, warstwowej formie.
Powieść została pozytywnie oceniona przez krytyków i czytelników. Otrzymała Nagrodę im. Janusza A. Zajdla za rok 1999 i Srebrny Glob.